# Душниця
Душниця (пол. Dusznica) — село в Польщі, у гміні Сейни Сейненського повіту Підляського воєводства.
Населення — 121 особа (2011).
У 1975-1998 роках село належало до Сувальського воєводства.

## Демографія
Демографічна структура станом на 31 березня 2011 року:
|          | Загалом | Допрацездатний вік | Працездатний вік | Постпрацездатний вік |
| -------- | ------- | ------------------ | ---------------- | -------------------- |
| Чоловіки | 68      | 9                  | 53               | 6                    |
| Жінки    | 53      | 7                  | 33               | 13                   |
| Разом    | 121     | 16                 | 86               | 19                   |